# Chrysocatharylla fusca
Chrysocatharylla fusca là một loài bướm đêm trong họ Crambidae.